# Isak Eliasson
Isak Eliasson, född 22 januari 1996 i Göteborg, är en svensk simmare.

## Karriär
Eliasson har tagit många individuella SM-medaljer på olika distanser i frisim på såväl kortbana som långbana. Sin första SM-medalj tog han på Svenska mästerskapen i kortbanesimning 2016 där han tog brons på 100 meter frisim. På Svenska mästerskapen i kortbanesimning 2019 tog han guld på 1 500 meter frisim. Han tog dessutom brons på 100, 200 och 400 meter frisim. På Svenska mästerskapen i långbanesimning 2019 tog han brons på 50 meter frisim och silver på 100 meter frisim. På Svenska mästerskapen i kortbanesimning 2021 tog han guld på 50, 100 och 200 meter frisim. På Svenska mästerskapen i kortbanesimning 2022 tog han brons på 50 meter frisim och guld på 100 och 200 meter frisim. På Svenska mästerskapen i långbanesimning 2022 tog han guld på 50 meter frisim. På Svenska mästerskapen i långbanesimning 2023 tog han silver på 50 meter frisim.
Vid långbane-SM 2024 i Linköping var Eliasson en del av Spårvägen Simförenings kapplag som tog guld på 4×100 meter frisim och 4×100 meter medley. Vid kortbane-SM 2024 i Helsingborg var han en del av kapplaget som tog guld på 4×50 meter medley.